# Hoogduits
Het woord Hoogduits (Duits: Hochdeutsch) heeft meerdere betekenissen. In het Duits wordt ermee meestal de huidige standaardtaal aangeduid in tegenstelling tot de Hoogduitse dialecten. Daarnaast duidt men in Nederland met 'Hoogduits' ook wel  'Asjkenazisch'  aan; zoals in 'Hoogduitse synagogen'.

## Taalkunde
In de taalkunde of tenminste de Germanistik heeft 'Hoogduits' twee verschillende betekenissen. In de dialectologie is het een verzamelterm voor twee grote groepen van dialecten, namelijk de middel-Duitse en de opper-Duitse dialecten. Middel-Duits of Mitteldeutsch zijn de dialecten tussen het noorden en zuiden van het Duitse taalgebied, bijvoorbeeld in Keulen, Frankfurt en Leipzig. Opper-Duits of Oberdeutsch heten de dialecten in het zuiden zoals die in Zürich, Stuttgart, München en Wenen. 
'Hoogduits' is dus het tegenovergestelde van 'Nederduits'. De Hoogduitse dialecten zijn de dialecten die de tweede (of Hoogduitse) klankverschuiving hebben meegemaakt. De meesten van hen kennen ook de Nieuwhoogduitse diftongisering, behalve het zuidwesten.
'Hoog' heeft ook de betekenis 'standaard'. Taalkundigen hebben de Duitse taalgeschiedenis in drie grote tijdperken opgedeeld: Oudhoogduits, Middelhoogduits en Nieuwhoogduits. Het laatste is de basis voor de huidige standaardtaal. Vooral Oudhoogduits en Middelhoogduits zijn echter geen standaardtalen geweest, maar verzamelnamen voor de Hoogduitse dialecten in de vroege c.q. hoge middeleeuwen.
De taalkundigen in de 19e eeuw hadden een zekere neiging om vooral het Middelhoogduits op een wat geünificeerde manier op te schrijven. De schrijfmanier van Karl Lachmann, een belangrijke uitgever bijvoorbeeld van het Nibelungenlied, werd later Normalmittelhochdeutsch genoemd. In de oudere vakliteratuur werden de regionale verschillen graag onderschat.
De eigenlijke reden waarom het moderne Duits, de standaardtaal, 'Hoogduits' wordt genoemd, komt echter door de manier hoe het huidige Duits is ontstaan. Rondom het jaar 1500 was een ontwikkeling op gang dat de schrijvers van het toenmalige Duits een eenheidstaal zochten. Gebruik werd gemaakt in eerste instantie van opper-Duitse en middel-Duitse dialecten. De Bijbel-vertaling van Maarten Luther was een belangrijke stap in deze ontwikkeling. Ook al bestonden er Nederduitse vertalingen daarvan, gaven ook de Noord-Duitsers de voorkeur aan de tekst van Luther.
Ook het Jiddisch (Oost-Europese Joden) en de dialecten die in de Nederlandse provincie Limburg ten zuiden van de Benrather linie worden gesproken vormen taalkundig gezien een Hoogduitse variëteit. De Hoogduitse klankverschuiving in schema (x staat voor de ch-klank in nicht):
| Germaans | Hoogduits |
| p        | pf        |
| t        | ts        |
| k        | x of kx   |

Vergelijk Nederlands/ Nederduits: appel - Hoogduits Apfel, Nederlands/ Nederduits: maken - Hoogduits machen. In de Zwitserse dialecten is deze klankverschuiving het verst doorgevoerd (Kind klinkt daar als Kxind).
De grens tussen Hoog- en Nederduits loopt langs de zogenaamde Benrather Linie. Het Hoogduits omvat de dialecten die ten zuiden van deze denkbeeldige lijn worden gesproken, waaronder het Alemannisch (incl. het Zwitserduits), het Beiers-Oostenrijks en het Zwabisch. Het eerste boek in het Oudhoogduits is de Abrogans, een verklarend en vertalend woordenboek Latijn-Duits uit de 8ste eeuw na Christus.